# Semmadon
Semmadon ist eine Gemeinde im französischen Département Haute-Saône in der Region Bourgogne-Franche-Comté.

## Geographie
Semmadon liegt auf einer Höhe von 285 m über dem Meeresspiegel, drei Kilometer nordnordwestlich von Combeaufontaine und etwa 25 Kilometer westnordwestlich der Stadt Vesoul (Luftlinie). Das Dorf erstreckt sich im Nordwesten des Departements, in der leicht gewellten Landschaft der Hochfläche von Combeaufontaine westlich der Saône, am Südfuß des Hügels Saint-Valère.
Die Fläche des 10,82 km² großen Gemeindegebiets umfasst einen Abschnitt im Bereich des Plateaus westlich des Saônetals. Der Hauptteil des Gebietes wird von einer Hochfläche eingenommen, die durchschnittlich auf 280 m liegt und überwiegend landwirtschaftlich genutzt wird. Nach Osten erstreckt sich das Gemeindeareal in die ausgedehnten Waldungen von Bois le Chanoi, La Bruyère und Bois des Charmes (312 m). Die höchste Erhebung von Semmadon bildet mit 316 m jedoch der Hügel Saint-Valère nördlich des Dorfes. Im Westen reicht der Gemeindeboden in eine Talmulde, die topographisch zum Einzugsgebiet der Gourgeonne gehört.
In geologischer Hinsicht befindet sich Semmadon in einem Übergangsgebiet. Der südliche Teil besteht aus einer Wechsellagerung von kalkigen und sandig-mergeligen Sedimenten der mittleren Jurazeit, während im Norden ältere Schichten der unteren Jurazeit (Lias) zutage treten. Das Gebiet wird durch zahlreiche Verwerfungen unterteilt.
Nachbargemeinden von Semmadon sind Oigney und Augicourt im Norden, Arbecey im Osten, Combeaufontaine und Gourgeon im Süden sowie Melin im Westen.

## Geschichte
Erstmals urkundlich erwähnt wird Semmadon im Jahr 1157. Im Mittelalter gehörte das Dorf zur Freigrafschaft Burgund und darin zum Gebiet des Bailliage d’Amont. Die lokale Herrschaft hatte das Kloster Faverney inne. Im Jahr 1337 erhielten die Bewohner von Heinrich von Burgund Freiheitsrechte zugesprochen. 1569 wurde Semmadon von den Truppen des Herzogs Wolfgang von Pfalz-Zweibrücken heimgesucht, wobei sich die Dorfbewohner massiv zur Wehr setzten. Zusammen mit der Franche-Comté gelangte Semmadon mit dem Frieden von Nimwegen 1678 definitiv an Frankreich. Seit Januar 2008 ist Semmadon Mitglied des 10 Ortschaften umfassenden Gemeindeverbandes Communauté de communes des Belles Fontaines.

## Sehenswürdigkeiten
Die Kirche stammt aus dem 16. Jahrhundert, wurde aber mehrfach verändert. Sie besitzt eine reiche Ausstattung, darunter eine Kanzel aus dem 17. Jahrhundert. Die Kapelle im neugotischen Stil wurde im 19. Jahrhundert erbaut.
Der überdachte Rundbrunnen auf dem Dorfplatz wurde 1846 errichtet und ist eine Kopie des Brunnens von Confracourt.
Im Wald östlich des Dorfes befindet sich die Grange des Charmes, die 1151 als Grangie des Klosters Cherlieu erbaut wurde. Sie ist als Monument historique klassiert und zeigt romanische Bauteile; der Hauptteil der Bausubstanz stammt jedoch aus dem 19. Jahrhundert.

## Bevölkerung
| Jahr                       | 1962 | 1968 | 1975 | 1982 | 1990 | 1999 | 2006 |
| Einwohner                  | 181  | 160  | 124  | 116  | 91   | 94   | 121  |
| Quellen: Cassini und INSEE |      |      |      |      |      |      |      |

Mit 108 Einwohnern (1. Januar 2022) gehört Semmadon zu den kleinen Gemeinden des Département Haute-Saône. Nachdem die Einwohnerzahl in der ersten Hälfte des 20. Jahrhunderts deutlich abgenommen hatte (1896 wurden noch 365 Personen gezählt), wurden seit Mitte der 1970er Jahre nur noch geringe Schwankungen verzeichnet.

## Wirtschaft und Infrastruktur
Semmadon ist noch heute ein vorwiegend durch die Landwirtschaft (Ackerbau, Obstbau und Viehzucht) und die Forstwirtschaft geprägtes Dorf. Außerhalb des primären Sektors gibt es nur wenige Arbeitsplätze im Ort. Einige Erwerbstätige sind auch Wegpendler, die in den größeren Ortschaften der Umgebung ihrer Arbeit nachgehen.
Der Ort liegt abseits der größeren Durchgangsachsen an einer Departementsstraße, die von Combeaufontaine nach Oigney führt. Weitere Straßenverbindungen bestehen mit Melin, Gourgeon und Arbecey.